# Белведере (Виченца)
Белведере је насеље у Италији у округу Виченца, региону Венето.
Према процени из 2011. у насељу је живело 7459 становника. Насеље се налази на надморској висини од 69 м.